# Bactrocera makilingensis
Bactrocera makilingensis
 es una especie de díptero que Drew y Albany Hancock describieron por primera vez en 1994. Bactrocera makilingensis pertenece al género Bactrocera de la familia Tephritidae.  